# گیوم بووین
گیوم بووین (انگلیسی: Guillaume Boivin؛ زادهٔ ۲۵ مهٔ ۱۹۸۹) دوچرخه‌سوار اهل کانادا است.
از باشگاه‌هایی که در آن بازی کرده‌است می‌توان به لیکویگاس، اسپایدرتک–سی۱۰، و تیم دوچرخه‌سواری آکادمی اسرائیل اشاره کرد.
وی در مسابقات کشوری و بین‌المللی در مجموع برندهٔ ۱ مدال برنز شده‌است.